# コスモス (フンボルト)

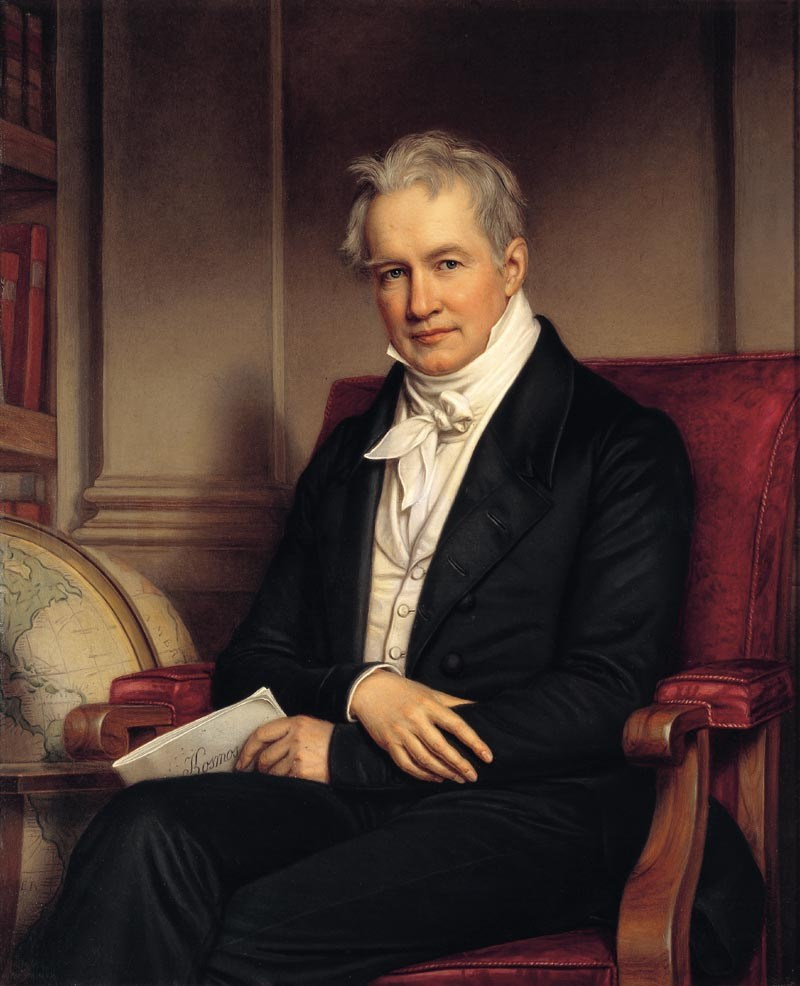
ジョセフ・カール・シュティーラーによる'（フンボルトとコスモス） (1843)

『コスモス』(Kosmos) は、18-19世紀ドイツの地理学者・探検家アレクサンダー・フォン・フンボルトの著作で地理学の古典である。1845年から1862年にかけ5巻が刊行された。蘭訳本はベイマルにより全5巻が1866年に出され、幕府が長崎経由で入手したと思われる本が、現在は国立上野図書館に所蔵されている。

## 概要
1769年にベルリンに生まれたフンボルトはフランクフルト・アン・デア・オーダーのヴィアドリナ大学で行政学を学び、ゲッティンゲン大学とフライベルク鉱山大学で生物学と鉱物学を修め、鉱山会社を退職して自然科学の研究を行うようになった。
本書は近代地理学の研究史において古典と位置づけられる著作であり、特に植生についての知識に基づいた地理的関係の考察を基礎付けるものとして当時においては画期的な研究であった。宇宙と太陽系、地球の生命現象について記述した第1巻（1845年刊）に始まり、自然科学の宇宙論の歴史を論じる第2巻、地球物理学を論じる第3巻と第4巻（1858年刊）まで発表したが、第4巻の続編となる第5巻は1859年にフンボルトが89歳で亡くなった時には半分しか完成しておらず、フンボルトの遺言により、助手のエドゥアルト・ブッシュマン（Eduard Buschmann）が遺されたノート（第3・4巻の補足と、1100ページのインデックス）を絶筆部分以降に付けて1862年に発表した。本書は11の言語に翻訳され、自然地理学の基本概念を基礎付け、さらにフリードリヒ・ラッツェルやアルフレート・ヘットナーなどの後の研究者に影響を与えた。
フンボルトはまず宇宙、地球全体を観察できるように把握した後に個別の地域を研究することで有機的世界観を展開した。宇宙における諸々の天体と地表面の生物の関係と人間の作用を自然法則に基づいて関連させており、フンボルトはこれを神学的な世界観と重ね合わせて体系化を試みていた。フンボルトは気候界、地理界、そして生物界に地理的空間を概念区分して、特に生物学の知識に基づきながら等温線などの定量的調査などの方法を用いて経緯度や気象などの要因が植生と密接に関係していることを明らかにした。
このことで気温や降水などの気候的要因が自然地理学において重要であることを示した。さらに自然環境と人間の関連についても明らかにしており、フンボルトは人間が生活できる地域をエクメーネと呼び、これは気象条件によって地理的に限定されていることを論じた。

## 書誌情報
- Alexander von Humboldt, Kosmos. Entwurf einer physischen Weltbeschreibung, Eichborn Verlag AG, 2004.